# Rauli Pudas
Rauli Antero Pudas (* 13. September 1954 in Alavieska) ist ein ehemaliger finnischer Leichtathlet, der sich auf den Stabhochsprung spezialisiert hatte. Er war Europameisterschaftsdritter 1978.

## Sportliche Karriere
Pudas startete für Alavieskan Viri. Er war 1980 finnischer Meister. 1978 und 1982 siegte er in der Halle. Seine Bestleistung von 5,60 Meter sprang er am 13. Juli 1980 in Raahe.
1978 sprang Pudas bei den Halleneuropameisterschaften in Mailand 5,00 Meter und belegte damit den zwölften Rang. Im Sommer bei den Europameisterschaften in Prag erreichten drei finnische Stabhochspringer das Finale. Im Endkampf belegte Tapani Haapakoski mit 5,30 Meter den zehnten Platz. Rauli Pudas überquerte 5,45 Meter im ersten Versuch und gewann die Bronzemedaille vor dem höhengleichen Polen Władysław Kozakiewicz. Wladimir Trofimenko aus der Sowjetunion gewann die Goldmedaille mit 5,55 Meter vor Antti Kalliomäki mit 5,50 Meter. 1979 belegte Pudas mit 5,20 Meter den neunten Platz bei den Halleneuropameisterschaften in Wien. 
1980 bei den Olympischen Spielen in Moskau erreichten Haapaskoski mit 5,40 Meter und Pudas mit 5,35 Meter das Finale, während Kalliomäki ohne gültigen Versuch in der Qualifikation ausschied. Im Finale wurde Pudas mit 5,25 Meter Zwölfter, Haapaskoski belegte mit 5,45 Meter den neunten Rang. 1981 sprang Pudas bei den Halleneuropameisterschaften in Grenoble mit 5,35 Meter auf den zwölften Platz. 